# Werner Illmer
Werner Illmer (* 6. Juni 1914 in Berlin; † 28. Juli 1944 in Amalias/Peloponnes (Griechenland)) war ein deutscher kommunistischer Widerstandskämpfer, Angehöriger des Strafbataillons 999 und Partisan, der Opfer des Naziregimes wurde.

## Leben
Illmer war eines von fünf Kindern einer Berliner Arbeiterfamilie. Nach dem Tod des Vaters zog seine Mutter ihn und seine vier Geschwister allein auf. Als Jugendlicher trat er dem Kommunistischen Jugendverband (KJVD) bei. Seine kommunistische Überzeugung behielt er auch nach der Machtübertragung an die NSDAP bei und beteiligte sich aktiv am Widerstand gegen den Faschismus. Deshalb wurde er 1935 zu viereinhalb Jahren Zuchthaus verurteilt.
Am Zweiten Weltkrieg nahm er als Soldat des Strafbataillons 999 teil. Seine Einheit war in Griechenland stationiert. Im Januar 1944 desertierte er und schloss sich griechischen Partisanen an. Gemeinsam mit anderen im Strafbataillon verbliebenen Soldaten plante er einen Aufstand, der zu Beendigung des Krieges in Griechenland führen sollte. Immer wieder traf er an den Aufstandsplänen beteiligte Soldaten, wofür er aus den Bergen in die Ortschaften kam. Im Juli 1944 gründete er mit anderen den „Verband deutscher Antifaschisten auf dem Peloponnes“. Wenige Tage später wurde er am Rande von Amalias, wo das IV. Bataillon 999 stationiert war, von einer Wehrmachtspatrouille angeschossen und verwundet gefangen genommen. Wenig später wurde er von einem Exekutionskommando erschossen.

## Erinnerung
Seit 1978 trägt das Jugendwohnheim des heutigen Jugendaufbauwerks Berlin den Namen „Jugendwohnheim Werner Illmer“.
Eine dort angebrachte Gedenktafel mit einer Porträtzeichnung des Geehrten wurde nach 1990 entfernt. Der Verbleib ist unbekannt.